# Tagetes minuta
Tagetes minuta é uma espécie de planta com flor pertencente à família Asteraceae. Originária da América Central, foi introduzida em Portugal, especialmente no Arquipélago da Madeira.
A autoridade científica da espécie é L., tendo sido publicada em Species Plantarum 2: 887. 1753.